# ブルスキ
ブルスキ（ポルトガル語: Brusque）は、ブラジル・サンタカタリーナ州にある自治体。

## 歴史
1860年8月4日、55人のドイツ人移民によって設立された。当初の名称はコロニア・イタジャイ（Colônia Itajahy）であったが、1890年1月17日に政治家のフランシスコ・カルロス・ジ・アラウージョ・ブルスキから名前を取ってブルスキに改名した。

## スポーツ
サッカーではブルスキFCが全国リーグに参加している。また、女子バレーでも著名である。

## 出身人物
- ジュリア・バーグマン: 女子バレーブラジル代表。出生地はミュンヘン。
- ムリロ・フィスシャー: ロードレース選手。